# Cryptocarya fagifolia
Cryptocarya fagifolia är en lagerväxtart som beskrevs av James Sykes Gamble. Cryptocarya fagifolia ingår i släktet Cryptocarya och familjen lagerväxter. Inga underarter finns listade i Catalogue of Life.